# یزید دوم شروانشاه
یزید دوم شروانشاه دهمین فرمانروای شروان بود. او جانشین برادرش محمد چهارم شد.